# Дівчина з перловою сережкою (книга)
«Дівчина з перловою сережкою» — роман американської письменниці Трейсі Шевальє, що вийшов 1999 року.

## Передісторія створення книги
На створення роману Трейсі Шевальє надихнула плакат з картиною «Дівчина з перловою сережкою» Йоганнеса Вермера. Вона купила плакат у дев'ятнадцять років, і протягом шістнадцяти років він висів всюди, де вона жила.
Шевальє зазначила, що «неоднозначний вираз» обличчя дівчини залишив на ній незабутнє враження. Вона описує вираз дівчини як «багато протиріч: невинне, але пережите, радісне, але сльозливе, сповнене туги й все ж сповнене втрат». Вона почала думати про «історію, що стоїть за цим поглядом», уявляючи, що вона спрямована на художника.
Перед написанням книги Шевальє проводила детальне дослідження тематики, читала історію того періоду, вивчала картини Вермера та його сучасників і прожила декілька днів у Делфті.
Книгу було написано за вісім місяців, поки авторка була вагітна.

## Сюжет
У 1664 році шістнадцятирічна Ґріт змушена покинути свій сімейний дім у Делфті після того, як її батько осліп у результаті нещасного випадку.
Її батько є членом гільдії художників, тож для неї знайшли роботу покоївки в домі художника Йоганнеса Вермера. Ґріт два роки живе у своїх роботодавців і лише інколи по неділях відвідує будинок батьків. В перші місяці її роботи у Вермерів в дівчину закохується Пітер, син сімейного м'ясника. Вона була строго вихована і спочатку не вітає цього, але терпить його інтерес, тому що це вигідно її збіднілим батькам.
Ґріт все більше захоплюється картинами Вермера. Вермер виявляє, що Ґріт подобається мистецтво, і таємно просить її виконувати доручення та виконувати для нього завдання, наприклад змішувати та розтирати кольори для його фарб і виступати замінною моделлю. Це забирає багато її часу, і налаштовує дружину художника Катажину проти неї. Однак друг Вермера Антоні ван Левенгук попереджає Ґріт не зближуватися з художником, оскільки його більше цікавить живопис, ніж люди. Розуміючи, що це правда, Гріт залишається обережною.
Багатий, але розпусний покровитель Вермера, Пітер ван Руйвен змушує проти волі художника намалювати їх з Ґріт портрет. Але зрештою Вермер приходить до компромісу: Пітер був намальований разом із членами своєї родини, а портрет Ґріт був написаний окремо та проданий замовнику. Для картини художник змушує її проколоти вуха і вдягти перлинні сережки його дружини без її дозволу.
Через десять років, після того, як Ґріт вийшла заміж за Пітера й стала матір’ю його дітей та, після смерті Вермера, її знову кличуть у дім художника. Там Ґріт дізнається, що Вермер попросив повісити її картину в кімнаті, коли він помре. Крім того, попри те, що сім’я тепер бідніша, у заповіті Вермера міститься прохання про те, щоб Гріт отримала перлинні сережки у спадок. Проте Ґріт розуміє, що вона не може носити їх через свій соціальний статус та вирішує віддати сережки в ломбард і заплатити борг чоловіка.

## Екранізації
2003 року за романом був знятий однойменний фільм «Дівчина з перловою сережкою».